# Deselvana insignior
Deselvana insignior är en insektsart som först beskrevs av Fowler 1899.  Deselvana insignior ingår i släktet Deselvana och familjen dvärgstritar.
Artens utbredningsområde är Panama. Inga underarter finns listade i Catalogue of Life.